# Джон Ф. Сеймур
Джон Ф. Сеймур (англ. John F. Seymour; нар. 3 грудня 1937, Чикаго, Іллінойс) — американський політик-республіканець, сенатор США від штату Каліфорнія з 1991 по 1992.
Сеймур отримав початкову освіту у Пенсільванії. З 1955 по 1959 він служив у Корпусі морської піхоти США. У 1962 році він закінчив Каліфорнійський університет у Лос-Анджелесі. Потім він до 1981 року працював у сфері нерухомості та депозитного бізнесу. У 1980 році він став президентом Каліфорнійського відділення Асоціації агентів з продажу нерухомості.
З 1974 по 1978 Сеймур входив до міської ради Анахайма, до 1982 року він був мером цього міста. З 1982 по 1991 він був членом Сенату Каліфорнії.